# NGC 1957
NGC 1957 je galaksija u zviježđu Zecu.

## Vanjske poveznice
- SEDS: NGC 1957